# لابوئه
لابوئه (به آلمانی: Laboe) یک شهر در آلمان است که در پروبشتای واقع شده‌است. لابوئه ۶٬۱۳۷ نفر جمعیت دارد.